# 青木達哉
青木 達哉（あおき たつや、1984年9月24日 - ）は、アメリカ合衆国テキサス州ヒューストン市出身の日本人登山家・アルパインクライマー。東海大学在学中に登山を始め、2006年・21歳の時に、世界の精鋭登山家に最も険しいと恐れられるK2に世界最年少で登頂。また、2012年にはキャシャール南ピラー初登攀、その功績が評価され、2013年に第21回ピオレドール賞（仏）及び、アジアピオレドール賞を受賞した。

## 経歴
- 1984年　テキサス州ヒューストンにて生誕。帰国後は茨城県守谷市で過ごす。
- 1997年　守谷市立愛宕中学校入学。サッカー部に所属し、ゴールキーパーを務める。
- 2000年　つくば秀英高等学校入学（第6期生）。
- 2003年　東海大学山岳部にて登山を始める。
- 2004年　新疆ウイグル自治区パミール Dolkn Muztag（中国の崑崙山脈の最高峰・6333m）に初登頂。
- 2006年　21歳の時に参加した東海大学K2登山隊にてパキスタンカラコルム山脈K2（8611m）南南東稜を世界最年少で登頂。その時、共に登頂した小松由佳は日本人女性初登頂（世界で8人目）である。その後、登山方法を極地法とは異なるアルパインスタイルに変える。
- 2007年　ヨーロッパアルプス・モンブラン登頂 （4851m）
- 2008年　アメリカ・ヨセミテのビッグウォール登攀
- 2010年　アラスカ・マッキンリー（6194m）、ハンター北壁（4427m）登攀
- 2012年　ヒマラヤ山脈・キャシャール峰・南ピラー （6770m）に初登攀（馬目弘仁、花谷泰広）
- 2013年　キャシャール初登頂が評価され馬目弘仁、花谷泰広と共に第21回ピオレドール賞、及びアジアピオレドール賞受賞

## ドキュメンタリー
- ヒマラヤの“青き山”へ〜ニルギリ 未踏ルートに挑む〜（2025年2月1日、NHK BS）[1]

## 参考資料
- 東海大学K2登山隊編『K2 2006:日本人女性初登頂・世界最年少登頂の記録』（東海大学出版会,2007年） ISBN  9784486037026*
- 記録的登頂と奇跡の生還 ～東海大学K2登山隊とEU9iの記録 - Honda[リンク切れ]
- joyo living news-2011年6月13日[リンク切れ]